# Mekka-Moschee

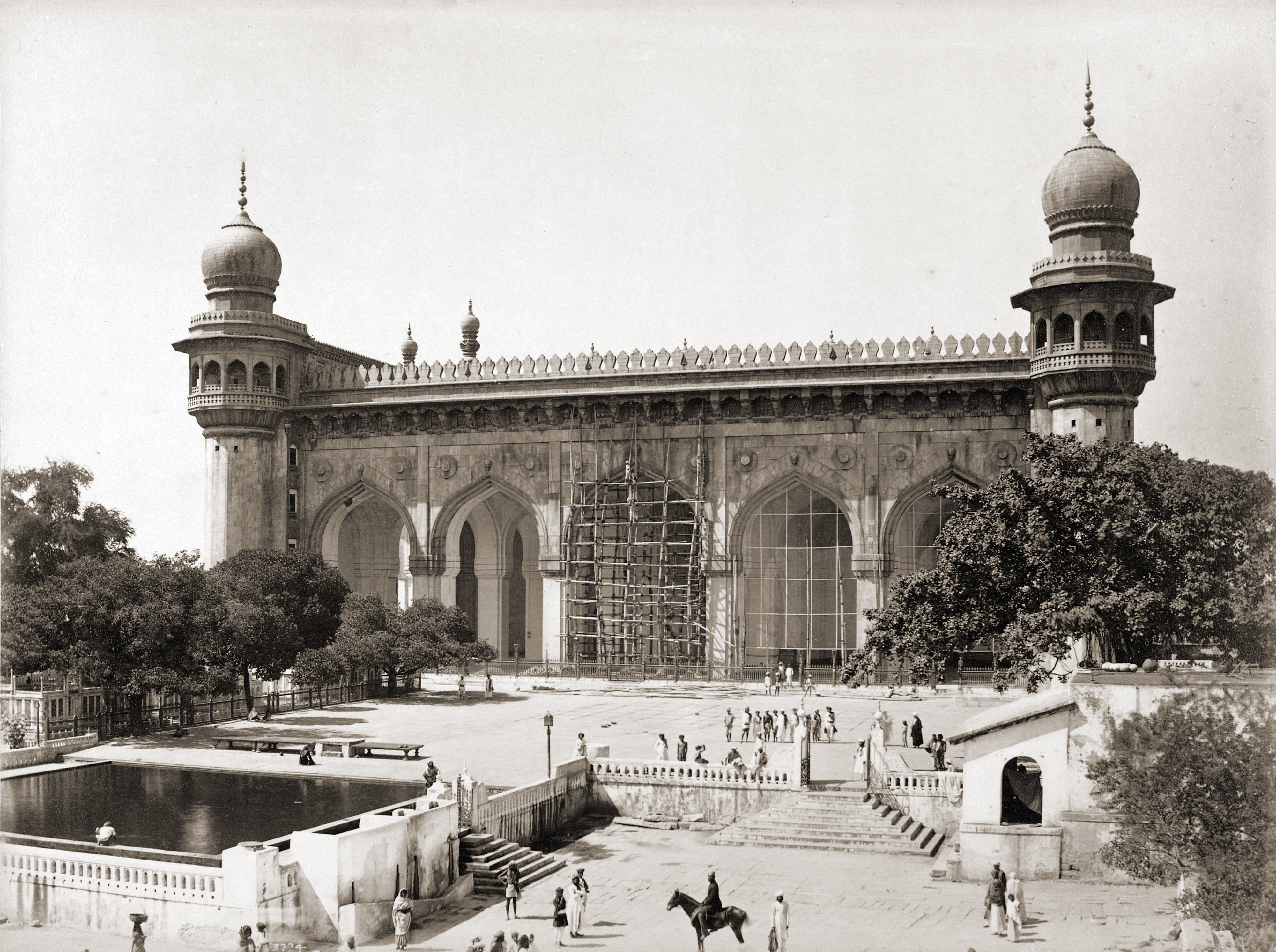
Mecca Masjid mit Brunnenbecken, Treppenaufgang und Hof (19. Jh.)

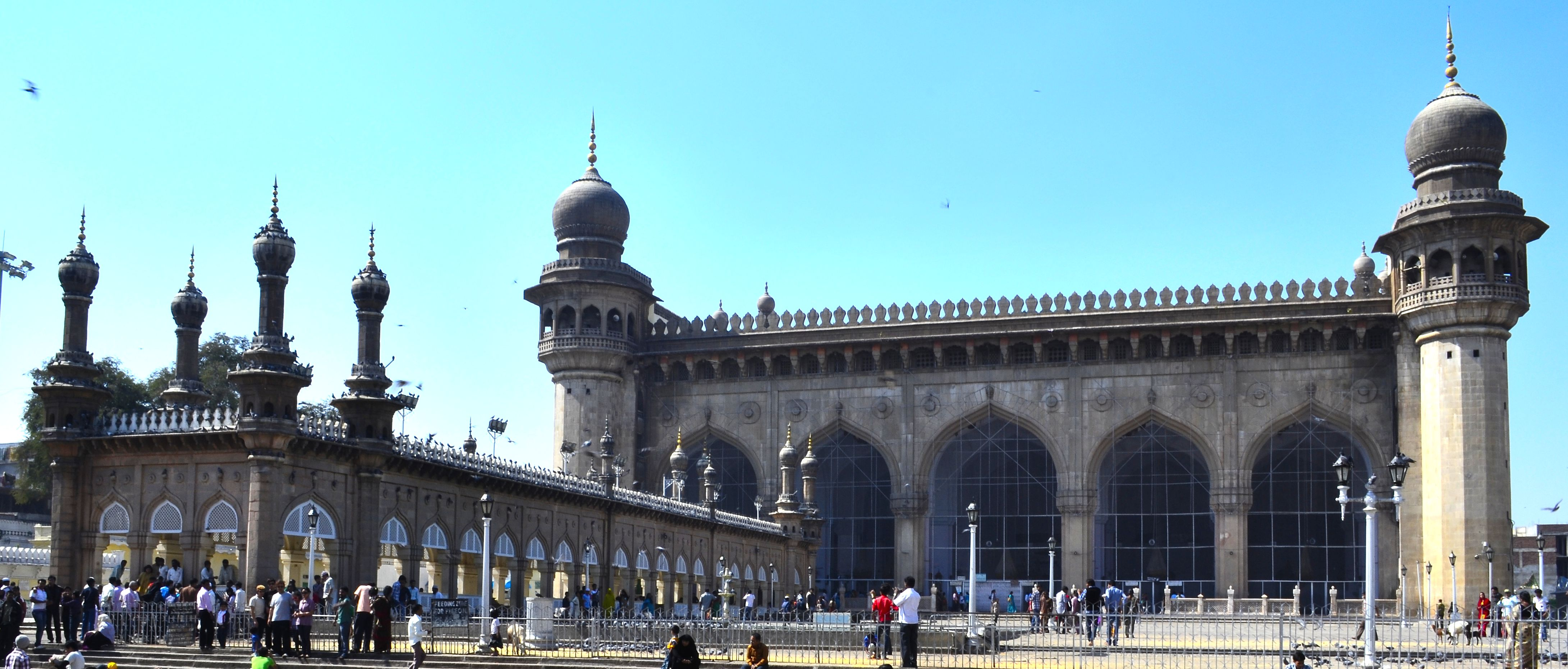
Mecca Masjid; der linksseitige Bau beherbergt die Kenotaphe und die darunter befindlichen Dynastiegräber.

Die Mekka-Moschee (Mecca Masjid) von Hyderabad ist eine der bedeutsamsten Moscheen im 2014 neugeschaffenen indischen Bundesstaat Telangana.

## Geschichte
Sultan Muhammad Quli Qutb Shah, der sechste Sultan von Golkonda, begann den Bau im Jahr 1617 unter der Leitung der beiden persischen Architekten Mir Faizullah Baig und Rangaiah Chowdary. Die Ziegel von Teilen des eigentlichen Kernbaus wurden angeblich mit aus Mekka importierter Erde hergestellt. Die Arbeiten gingen unter der Regentschaft des Abdullah Qutb Shah und Tana Shah weiter und wurden im Jahr 1694 durch den Großmogul Aurangzeb abgeschlossen. Zeitgenössischen Berichten zufolge arbeiteten 8000 Steinmetze 77 Jahre, um die Moschee zu vollenden. In einem später hinzugefügten seitlichen Annexbau befindet sich die Grablege des Herrschergeschlechts von Golkonda/Hyderabad – von Asaf Jah III. bis zu Asaf Jah VI. wurden alle Nizams dort beerdigt.
Die Mekka-Moschee steht unter Denkmalschutz, aber die mangelnde Instandhaltung und eine wachsende Luftverschmutzung setzen dem Bauwerk stark zu und schädigen die Bausubstanz. Die Fassade wurde 1995 chemisch gereinigt. Um weiteren Schäden an dem wunderschönen Sakralbau vorzubeugen, hat die Regierung Andhra Pradeshs den innerstädtischen Bereich um die Moschee und das Charminar im August 2001 zu einer „Verkehrsfreien Zone“ gemacht.

## Architektur
Der Bau folgt dem auf dem Indischen Subkontinent und angrenzenden Gebieten üblichen Typus der ‚Hofmoscheen‘. Der eigentliche – durch fünf Arkaden zum Hof hin geöffnete und mit Zinnen bekrönte – Baukörper mit seinen zwei eckständigen Minaretten, die sich mit ihren umlaufenden Balkonen an denen des Charminar orientieren, befindet sich an der Westseite der ursprünglich nach allen Seiten hin offenen Hoffläche. Die rückwärtige Qibla-Wand des über 20 m hohen, etwa 67 m breiten und ca. 56 m tiefen Moscheeraums mit der Mihrab-Mische ist in Richtung Mekka ausgerichtet. Den Raum zieren belgische Kristall-Kronleuchter, die von Asaf Jah VI. gestiftet wurden.

## Bombenattentat
Die Mekka-Moschee war am 18. Mai 2007 während des Freitagsgebets Ziel eines Sprengstoffattentats – dabei wurden mindestens 16 Personen getötet und 56 verletzt.